# Krishna Prasad Bhattarai
Krishna Prasad Bhattarai (Nepalees: कृष्ण प्रसाद भट्टराई) (Benares, 13 december 1924 - Kathmandu, 4 maart 2011) was een Nepalees politicus en journalist; liefkozend werd hij bijgenaamd als kisunji (Nepalees: किशुनजी). Bhattarai is bekend als oud-leider en later gerespecteerd lid van de socialistische Nepalese Congrespartij. Bhattarai is vooral bekend als voorvechter van de democratisering in Nepal. Bhattarais inspanningen hebben er mede toe geleid dat Nepal werd hervormd van een absolute monarchie naar een democratische parlementaire democratie met een meerpartijenstelsel. Zijn voortdurende strijd tegen corruptie en nepotisme maakte hem een geliefd en populair politicus.
Bhattarai was twee keer de premier van Nepal. De eerste keer als hoofd van de interim-regering van 19 april 1990 tot 26 mei 1991. De tweede keer als verkozen premier van 31 mei 1999 tot 22 maart 2000.
Bhattarai was bijna 26 jaar lang partijvoorzitter van de Nepalese Congrespartij. Hij was actief in de democratische beweging van Nepal vanaf het allereerste begin. De Nepalese grondwet werd afgevaardigd in 1990 toen Bhattarai interim-premier was, hij werd geprezen voor het houden van een succesvolle parlementaire verkiezing in 1990, een mijlpaal in de Nepalese politieke geschiedenis.

## Vroege leven
Bhattarai studeerde economie aan de Banaras Hindu-universiteit en heeft daar mede de Quit India-beweging opgericht, als reactie op Mahatma Gandhi's oproep tot burgerlijke ongehoorzaamheid; hij is hiervoor nog enige tijd vastgehouden. In 1942 is Bhattarai mede-oprichter van de Nepalese Studentenunie; waarvan hij ook nog korte tijd vicevoorzitter is geweest. In 1947 richtte hij met een aantal socialisten de Nepalese Congrespartij op, die hij toentertijd steunde door zijn werk als journalist.

## Eerste democratische beweging van Nepal
Bhattarai heeft actief gestreden in een lang en moeizame strijd om het Nepalese politieke systeem te moderniseren, dit met het doel om een samenleving te veranderen die eeuwenlang was geïsoleerd van de buitenwereld.
Om het Nepalese politieke systeem te moderniseren en te democratiseren moest er een einde worden gemaakt aan het autocratische regime van Mohan Shamsher Jang Bahadur Rana de 9e premier van Nepal en tevens de laatste autocraat van de Rana-dynastie. In de Jaren '50 van de 20e eeuw leidde Bhattarai een gevechtseenheid in opdracht van de Nepalese Congrespartij, waarvan hij zelf een van de oprichters was, om de Rana-dynastie omver te werpen. De gewapende revolutie werd gesteund door de Nepalese koning Tribhuvan die in ballingschap in India verbleef. De revolutie maakte uiteindelijk een einde aan de 104-jarige heerschappij van de Rana-dynastie op 18 februari 1951; deze dag wordt nu nog altijd in Nepal gevierd als Democratie Dag.
Op 36-jarige leeftijd werd Bhattaria na de eerste parlementaire verkiezingen van 1959 de voorzitter van het Nepalese lagerhuis, doch hij was geen verkozen lid. Toen de niet-democratisch gezinde Mahendra, zijn op 13 maart 1955 overleden vader, koning Tribhuvan, opvolgde als koning van Nepal, draaide hij kort daarna een heel aantal veranderingen terug. Op 15 december 1960 beval hij de gevangenname van o.a. premier Bishweshwar Prasad Koirala en Bhattarai. Zij werden zonder proces 8 jaar lang vastgehouden het militaire detentiekamp van Sundarijal.
Bhattarai werd verkozen als waarnemend voorzitter van de Nepalese Congrespartij op 12 februari 1976. De eigenlijke voorzitter Bishweshwar Prasad Koirala werd op dat moment verdacht van hoogverraad en was ernstig ziek. Bhattarai verbleef meer dan 25 jaar op deze post, gedurende deze periode was hij een sleutelfiguur in de Nepalese democratische beweging. In januari 1992 werd Bhattarai als volwaardig voorzitter verkozen tijdens de achtste nationale conferentie van de Nepalese Congrespartij.

## Volksbeweging van 1990
De absolute monarchie onderdrukte de democratisering van Nepal. In 1990 werd daarom een volksbeweging opgericht. Deze volksbeweging staat in het Nepalees bekend als जनआन्दोलन (jana andolan). Wordt buiten Nepal vaak omschreven als de Volksbeweging van 1990. Diverse politieke partijen in Nepal sloegen de handen ineen en streden zij aan zij tegen de absolute macht van de Nepalese kroon. De volksbeweging ontwierp een nieuwe grondwet die zij op 10 september 1990 aan koning Birendra aanboden; koning Birendra, is zijn vader koning Mahendra opgevolgd na diens dood in 1972. In de nieuwe grondwet wordt de monarchie gedwongen om gouvernementele beslissingen over te laten aan het Nepalese volk. Door bijeenkomsten, protesten en rellen werd de druk op koning Birendra opgevoerd. Uiteindelijk op 9 november 1990 ging koning Birendra overstag en bekrachtigde de nieuwe grondwet waardoor hij nog wel het hoofd van de staat bleef, maar nu als een constitutioneel monarch in een parlementaire democratie met een meerpartijenstelsel. Bhattarai werd hierdoor premier van de interim-regering. Met de nieuwe grondwet was het voor de Nepalezen, van 18 jaar of ouder, voor het eerst in de geschiedenis mogelijk om zich verkiesbaar te stellen als volksvertegenwoordiger. Bhattarai vaardigde de eerste verkiezingen uit in 30 jaar, maar de eerste democratische verkiezingen in de geschiedenis van Nepal. Bhattarai was een populair leider maar verloor de verkiezingen met een kleine marge.
Bhattarai was de minister van buitenlandse zaken van 1990 tot 1991. Van mei 1999 tot maart 2000 nog kort gefunctioneerd als premier. Tevens heeft hij in 1999, naast zijn premierschap, nog even de portefeuille van buitenlandse zaken beheerd.

## Partijpolitiek
Eind 1990 werd de Nepalese Congrespartij geleid door Girija Prasad Koirala, de broer van de in 1982 overleden Bishweshwar Prasad Koirala. Echter een intern conflict leidde tot de afscheiding van een splintergroepering onder leiding van Sher Bahadur Deuba, deze splintergroepering noemde zich de Democratische Nepalese Congrespartij. Beide partijen claimde Bhattarai als lid; ook al was het duidelijk dat Bhattarai meer voelde voor de sociaaldemocratische koers van Deuba. Beide partijen verkozen hem als Maha Samiti-lid (algemeen lid) van Lalitpur. Op 26 september verbrak Bhattarai alle banden met de Nepalese Congrespartij, dit was één dag nadat de twee partijen zich weer hadden herenigd. Bhattarais motief om de partij te verlaten was de republikeinse koers die de partij wilde gaan varen; dit noemde hij nep-republikanisme.

## Gezondheid
Al geruime tijd kampte Bhattarai met gezondheidsproblemen. Reeds in 1999 werd geconstateerd dat zijn hart voor 75% incorrect functioneerde. Hij was een langdurig hart-, long- en nierpatiënt.

Ik wil lang leven want ik heb nog een hoop te doen voor dit mooie en heilige land.
— Krishna Prasad Bhattarai

## Dood

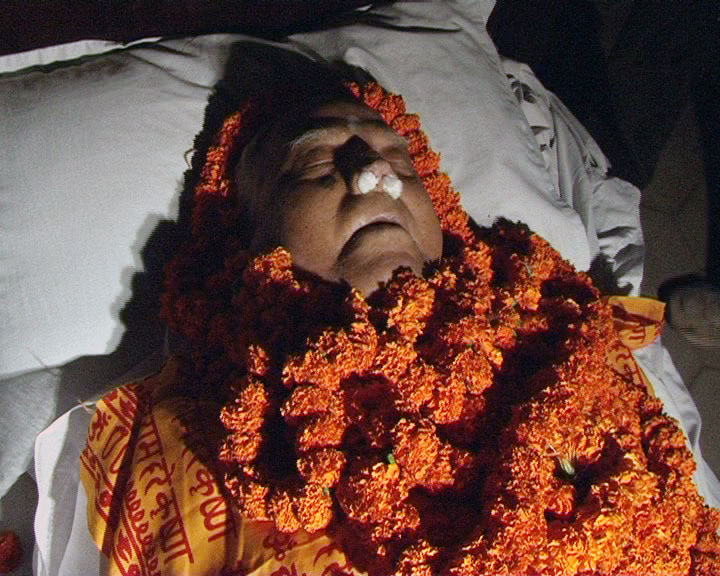
Krishna Prasad Bhattarai opgebaard.

Bhattarai werd op 10 februari 2011 opgenomen in het Norvic Internationaal Ziekenhuis in Kathmandu, vanwege abnormale bloedwaarden, verlies van eetlust, griep en opgezwollen voeten. Hij leed aan chronische bronchitis, chronisch nierfalen en congestief hartfalen. Drie weken bracht hij door op de intensive care. Even waren er tekenen dat zijn gezondheid er op vooruitging, hij heeft toen ook nog verklaart aan de media dat hij 100 zal worden. Echter zijn situatie verslechterde hierna dramatisch en in de 24 uur voorafgaand aan zijn dood vormde zijn nieren geen urine meer. Op 4 maart 2011 stierf hij om 23:26 ten gevolge van meervoudig orgaanfalen. Krishna Prasad Bhattarai is 86 jaar oud geworden.

## Trivia
- Bhattarai was de eerste niet-Sovjet journalist die Nikita Chroesjtsjov, generaal secretaris, van de Sovjet-Unie interviewde.
- Na de democratische revolutie leidt Bhattarai twee Nepaleestalige magazines, "Yugbani" en "Nepal Pukar" als redacteur.
- Bhattarai was de eerste voorzitter van de Nepalese journalisten federatie, genaamd: Federatie van Nepalese Journalisten (FNJ).
- Bhattarai leidde de Nepalese delegatie tijdens de top van de Zuid-Aziatische Associatie voor Regionale Coöperatie in 1990 op de Maldiven.
- Bhattarai was een fervent betelkauwer. Dit zijn stukjes noot van de betelpalm in een blad betelpeper, vaak met kalk, kruiden, honing en vruchten.
- Bhattarai is zijn leven lang vrijgezel gebleven.